# Flame of Youth (film 1920)
Flame of Youth è un film muto del 1920 diretto da Howard M. Mitchell. La sceneggiatura di Frank Howard Clark si basa su un soggetto di Barbara La Marr, famosa attrice dell'epoca. Prodotto e distribuito dalla Fox Film Corporation, il film aveva come interpreti Shirley Mason, Raymond McKee, Philo McCullough, Betty Schade.

## Trama

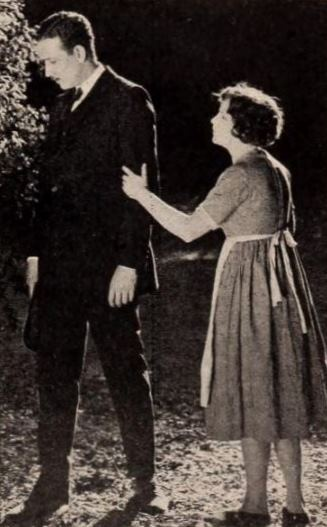
Philo McCullough e Shirley Mason

In Belgio, Beebe, una contadina di rara bellezza, si reca al mercato a vendere i suoi fiori. Un giorno vi incontra Victor Fleming, un affascinante artista, ma anche uomo senza scrupoli che seduce la ragazza, facendola innamorare. Spezza così pure il cuore di Jeanot, un giovane contadino che ama sinceramente Beebe. L'amante di Fleming, lady Magda, implora Beebe di lasciarle il pittore. Ma questi, ormai stanco di lei, la respinge e poi, quando torna a Parigi, abbandona anche la sua nuova conquista. Beebe si strugge per il suo amante e, quando le giunge la voce che è malato, decide di andare da lui. Arrivata allo studio del pittore, si trova in mezzo a un'orgia selvaggia che le fa cadere il velo dagli occhi: tutte le sue illusioni si infrangono davanti a quella scena. Disillusa, torna a casa, al villaggio, dove l'attende il fedele Jeanot. Oramai è pronta ad accettare il suo quieto e semplice amore.

## Produzione
Il film fu prodotto dalla Fox Film Corporation con i titoli di lavorazione Two Little Wooden Shoes o Wooden Shoes.

## Distribuzione
Il copyright del film, richiesto da William Fox, fu registrato il 5 dicembre 1920 con il numero LP15893. Distribuito dalla Fox Film Corporation, il film - presentato da William Fox - uscì lo stesso giorno nelle sale cinematografiche statunitensi.
In qualche caso, venne recensito anche con il titolo con l'articolo, ovvero The Flame of Youth.
Non si conoscono copie ancora esistenti della pellicola che viene considerata presumibilmente perduta.